# Stefano Benni
Pour les articles homonymes, voir Benni.
Œuvres principales
- Le Bar sous la mer (1987) (Recueil de nouvelles)
- Bar 2000 (1997) (Recueil de nouvelles)
- Achille au pied léger (2003) (Roman)
- Margherita Dolcevita (2005) (Roman)

Stefano Benni, né le 12 août 1947 à Bologne, est un journaliste et écrivain italien. Il utilise le fantastique pour expliquer les problématiques de la société moderne.

## Biographie
Écrivain, poète, journaliste, Stefano Benni collabore à divers quotidiens et journaux. Engagé auprès de la gauche italienne, il a d'abord collaboré activement à la revue Il Manifesto, et publie encore régulièrement des éditoriaux dans le quotidien La Repubblica. 
Son premier livre, Bar Sport, recueil de nouvelles, sort en 1976 aux éditions Mondadori. Dès lors, il se partage entre l'écriture de romans, de nouvelles, de recueils de poésies, de théâtre, et touche même au cinéma en réalisant Musica per vecchi animali en 1989 — inspiré de son ouvrage de 1986 Comici spaventati guerrieri — avec le grand comédien et dramaturge italien Dario Fo. Le film est en compétition au Festival du film italien d'Annecy en 1989 et obtient le Prix spécial du jury.
Son style d'écriture le rend unique par l'usage original et innovant de son langage, son acuité à saisir, à travers le genre satirique, les aspects les plus aberrants de la société contemporaine. Son infatigable fantaisie, son goût pour la satire sociale et politique font de Stefano Benni l'un des écrivains contemporains italiens les plus en vue.
Ses romans font la satire de la société italienne de ces dix dernières années, qu'il transmet grâce à la construction de mondes et de situations imaginaires. Il a un style d'écriture assez particulier qui contient beaucoup de jeux de mots, de néologismes et de parodies d'autres styles littéraires. Ses œuvres ont donné lieu à quelques adaptations cinématographiques. La série animée franco-italienne, diffusée en France entre 2005 et 2011 Foot 2 rue, est inspirée de son roman La Compagnie des Célestins, publié en 1992, et traduit en français en 2006.
Son premier ouvrage traduit en français est son roman Terra !, traduit en 1985, deux ans après sa publication en langue originelle. Depuis le milieu des années 1990, ses traductions en français sont réalisées par Marguerite Pozzoli et publiées chez Actes Sud.
En 1999, pour la traduction finlandaise de son roman Baol (1990), il reçoit le Prix Tähtivaeltaja, prix littéraire de science-fiction.
En 2015, il refuse le Prix Vittorio De Sica pour protester contre « la diminution des budgets culturels en Italie ».

## Œuvres
- Bar Sport, 1976. Recueil de nouvelles.
- Prima o poi l'amore arriva, 1981. Recueil de poésies.
- Terra!, 1983. Roman.
- Traduit en français sous le titre Terra ! chez Julliard par Marcel Laverdet et Roland Stragliati, 1985  (ISBN 2260004121)
- I meravigliosi animali di Stranalandia, 1984. Roman.
- Comici spaventati guerrieri, 1986. Roman.
- Il bar sotto il mare, 1987. Recueil de nouvelles.
- Traduit en français sous le titre Le Bar sous la mer chez Actes Sud par Alain Sarrabayrouse, 1989  (ISBN 274273337X) abonnez
- Baol, 1990. Roman.
- Traduit en français sous le titre Baol chez Robert Laffont par Françoise Brun, 1993  (ISBN 2743600276)
- Ballate, 1991. Recueil de poésies.
- La compagnia dei celestini, 1992. Roman.
- Traduit en français sous le titre La Compagnie des Célestins chez Actes Sud par Marguerite Pozzoli, 2006.
- L’ultima lacrima, 1994. Recueil de nouvelles.
- Traduit en français sous le titre La Dernière Larme chez Actes Sud par Marguerite Pozzoli, 1996  (ISBN 2742706852)
- Elianto, 1996. Roman.
- Traduit en français sous le titre Hélianthe chez Actes Sud par Marguerite Pozzoli, 1997  (ISBN 2742744673)
- Bar Sport Duemila, 1997. Recueil de nouvelles.
- Traduit en français sous le titre Bar 2000 chez Actes Sud par Marguerite Pozzoli, 1999  (ISBN 2742737073)
- Blues in sedici, 1998. Recueil de poésies.
- La storia del capitano Quijote Patchwork, Feltrinelli, 1998. Bande dessinée réalisée avec Spartaco Ripa d'après un passage de Terra ![2].
Traduit en français sous le titre Capitaine Patchwork, Nucléa, 2002[3]
- Teatro, 1999. Théâtre.
- Spiriti, 2000. Roman.
- Traduit en français sous le titre Spiriti chez Actes Sud par Marguerite Pozzoli, 2002  (ISBN 2742736883)
- Dottor Niù, corsivi diabolici per tragedie evitabili, 2001. Recueil de nouvelles.
- Saltatempo, 2001. Roman.
- Traduit en français sous le titre Saltatempo chez Actes Sud par Marguerite Pozzoli, 2003  (ISBN 2742744673)
- Teatro 2, 2003.  Théâtre.
- Achille piè veloce, 2003. Roman.
- Traduit en français sous le titre Achille au pied léger chez Actes Sud par Marguerite Pozzoli, 2005  (ISBN 2742755608)
- Margherita Dolcevita, 2005. Roman.
- Traduit en français sous le titre Margherita Dolcevita chez Actes Sud par Marguerite Pozzoli, 2007  (ISBN 978-2-7427-7239-1)
- Misterioso. Viaggio nel silenzio di Thelonious Monk, 2005.  Théâtre.
- La riparazione del nonno (ill. de Spider), 2006. Album jeunesse.
- La Grammatica di Dio, 2007. Recueil de nouvelles.
- Traduit en français sous le titre La Grammaire de Dieu chez Actes Sud par Marguerite Pozzoli, 2009  (ISBN 978-2-7427-8088-4)
- Pane e tempesta, 2009. Roman.
- Traduit en français sous le titre Pain et tempête chez Actes Sud par Marguerite Pozzoli, 2011  (ISBN 978-2-7427-9643-4)
- La Traccia dell'angelo, 2011. Roman.
- Traduit en français sous le titre La Trace de l’ange chez Actes Sud par Marguerite Pozzoli, 2013  (ISBN 978-2-330-01956-3)
- Le Beatrici, 2011. Recueil de nouvelles.
- Fen il fenomeno (ill. de Luca Ralli), 2011. Recueil de nouvelles.
- Frate Zitto, 2011. Nouvelle.
- L’ora più bella, 2012. Nouvelle.
- Di tutte le ricchezze, 2012. Roman.
- Traduit en français sous le titre De toutes les richesses chez Actes Sud par Marguerite Pozzoli, 2014  (ISBN 978-2-330-03207-4)
- Pantera (ill. de Luca Ralli), 2014. Recueil de nouvelles.
- Cari mostri, 2015. Recueil de nouvelles.
- Traduit en français sous le titre Chers monstres chez Actes Sud par Marguerite Pozzoli, 2017  (ISBN 978-2-330-07575-0)
- La bottiglia magica, 2016. Roman.
- Prendiluna, 2017. Roman.

## Filmographie

### Réalisateur et scénariste
- 1989 : Musica per vecchi animali (it)

### Scénariste
- 1987 :  Topo Galileo, film italien de Francesco Laudadio
- 1991 : Arturo perplesse di fronte alla casa abbandonata sul mare, court-métrage italien de Marilisa Calò
- 2010 :  The 15th Time, court-métrage italien de Jeymi Martballis
- 2011 : Bloody Mary, court-métrage italien

## Prix et distinctions
- 1989 :  Prix spécial du jury au Festival du film italien d'Annecy pour son film Musica per vecchi animali (it)
- 1999 :  Prix Tähtivaeltaja pour son ouvrage Baol
- 2007 :  Prix spécial du jury au Prix Andersen (it) pour son album jeunesse La riparazione del nonno, illustré par Spider.
- 2015 :  (prix refusé) Prix Vittorio De Sica

## Adaptations de son œuvre

### Au cinéma
- 2010 :  Coincidenze (cy), court-métrage italien de Gabriele Paoli, d'après sa nouvelle éponyme, tirée de son recueil de nouvelles L'ultima lacrima publié en 1994, et traduit en français sous le titre La Dernière Larme en 1996.
- 2011 :  Bar Sport (it), film italien de Massimo Martelli (it), d'après son ouvrage éponyme, publié en 1976.

### À la télévision
- 2005 - 2011 : - Foot 2 rue, série télévisée d'animation franco-italienne, 78 épisodes de 23 minutes, créée par Marco Beretta et Serge Rosenzweig, inspirée du roman La compagnia dei celestini publié en 1992, et traduit en français sous le titre La Compagnie des Célestins en 2006.

### Au théâtre
- 2011 - 2013 :  L’Éthique du lombric[4], divers textes de Stefano Benni, mis en scène par Sylive de Braekeleer, avec Bernard Cogniaux et Marie-Paule Kumps, création Théatre Le Public, Bruxelles, Belgique ; et tournée Belgique et France.